# Liste der Monuments historiques in Pont-sur-Meuse
Die Liste der Monuments historiques in Pont-sur-Meuse führt die Monuments historiques in der französischen Gemeinde Pont-sur-Meuse auf.

## Liste der Objekte
| Bezeichnung  | Beschreibung | Standort                       | Kennzeichnung | Schutzstatus | Datum | Bild |
| ------------ | --- | ------------------------------ | ------------- | ------------ | ----- | ---- |
| Grüner Ornat | Kasel, Stola und Kelchvelum; Seide, bestickt, erste Hälfte des 19. Jahrhunderts; im Centre départemental d’art sacré in Saint-Mihiel deponiert | in der Kirche St-Gérard (Lage) | PM55002214    | Inscrit      | 1999  |      |